# Жесток и невинен
„Жесток и невинен“ е български игрален филм (драма) от 1990 година на режисьора Искра Йосифова, по сценарий на Боян Папазов. Оператор е Иво Пейчев. Музиката във филма е композирана от Божидар Петков.

## Сюжет
Краят на 80-те години. Комарджията Понко излежава лека присъда в гъбарника към затворническо общежитие, която не му пречи да хвърля зарове заедно с останалите обитатели. Губейки по време на игра, той залага жена си Рада, с условие тя да прекара една нощ с „колегата“ му по прякор Пачангата. Въпреки огромните суми, които Понко му предлага, за да се откаже от залога, за Пачангата е въпрос на чест да преспи с жената на най-големия авторитет в комарджийските среди, което ще му помогне да влезе в елита. Опитвайки да минимизира щетите, Понко решава да му пробута своята балдъза Мариела, като ѝ обещава много пари. Междувременно Рада върти любов с приятеля на Понко – Краси. Само че той ѝ доверява, че всъщност с Понко имат уговорка да я „забавлява“, докато излезе на свобода, за да не ходи по чужди мъже. Един ден Рада отива на свиждане при Понко, но се натъква на сестра си, която в същия момент пристига за срещата с Пачангата. Измамата е разкрита и в крайна сметка Понко е принуден да изпълни уговорката в първоначалния вариант....

## Актьорски състав
- Лиляна Върбанова – Рада
- Богдан Глишев – Панайот Котаров – Понко
- Иван Савов – Краси
- Александър Дойнов – Шами – прислужникът на Понко
- Петър Кръстев – Емил Ангелов – Пачангата
- Валя Банкова – Мариела
- Кунка Баева – Леля Кера
- Стефка Кацарска
- Мария Николова
- Ганчо Ганев
- Цветан Даскалов - Дечо
- Кръстю Лафазанов – Свирчо
- Миланка Пенева
- Валентин Вутов
- Анжелина Василева
- Манол Глишев
- Христо Попов
- Милена Миндова
- Атанас Шиваров
- Хачо Бояджиев
- Атанас Киряков
- Зефир Димитров
- Павел Милчев
- Петър Добчев

и други